# North Lopham
North Lopham – wieś w Anglii, w hrabstwie Norfolk, w dystrykcie Breckland. Leży 33 km na południowy zachód od Norwich i 126 km na północny wschód od Londynu. Miejscowość liczy 605 mieszkańców.